# Nancy Folbre
Nancy Folbre (19 de julho de 1952) é uma economista feminista estadunidense que investiga a economia e a família (ou a dita economia doméstica), o trabalho fora do mercado formal e a economia do cuidar. Ela é professora de Economia na Universidade de Massachusetts, em Amherst.
Ela atuou como presidente da Associação Internacional para a Economia Feminista (da sigla em inglês, IAFFE) de 2002 a 2003. Ela é editora associada da revista Feminist Economics desde 1995 e integra o conselho editorial do Journal of Women, Politics & Policy. Ela foi responsável pela palestra inaugural Ailsa McKay, em 2016.